# I miei successi (Raffaella Carrà 1993)
I miei successi è la decima raccolta italiana di Raffaella Carrà, pubblicata nel 1993 dall'etichetta discografica Columbia.

## Il disco
Prima raccolta della cantante in CD per il mercato italiano, della serie economica Nice price, contiene brani estratti da album precedentemente pubblicati con l'etichetta CBS Italiana.
È stata stampata anche su musicassetta in due versioni: nera e trasparente. È disponibile per il download digitale e in streaming con il titolo Le più belle canzoni.
Non contiene inediti, non è mai stata promossa direttamente dall'artista, è identica per elenco e disposizione delle tracce a Parti di me, pubblicata su LP e MC cinque anni prima (1988). Non deve essere confusa con la raccolta omonima in 3 CD del 2011 (Sony Music Columbia 88697833932).
La copertina riprende la stessa foto di Luciano Tallarini utilizzata per l'album Applauso del 1979.

## Tracce
Edizioni musicali Anteprima Music.
1. E salutala per me – 4:35 (testo: Gianni Boncompagni – musica: Franco Bracardi)
2. Ratataplan – 3:57 (testo: Gianni Belfiore, Gianni Boncompagni – musica: Mariano Detto)
3. Mi spendo tutto – 3:33 (testo: Gianni Belfiore – musica: Gianni Boncompagni, Paolo Ormi)
4. Ci vediamo domani – 3:10 (testo: Gianni Boncompagni – musica: Gianni Boncompagni, Paolo Ormi)
5. Amicoamante – 2:56 (testo: Gianni Belfiore – musica: Franco Bracardi)
6. Pedro – 3:22 (testo: Gianni Boncompagni – musica: Gianni Boncompagni, Paolo Ormi, Franco Bracardi)
7. Riproviamoci – 3:38 (testo: Antonello De Sanctis – musica: Adelmo Musso)
8. Ciak – 3:03 (testo: Cristiano Malgioglio – musica: Corrado Castellari)
9. Tanti auguri – 3:50 (testo: Gianni Boncompagni, Daniele Pace – musica: Gianni Boncompagni, Paolo Ormi)
10. Domani – 3:28 (testo: Gianni Belfiore – musica: Franco Bracardi)
11. Latino – 3:26 (testo: Gianni Belfiore – musica: Gianni Boncompagni, Paolo Ormi)
12. Drin drin – 3:33 (testo: Gianni Belfiore, Gianni Boncompagni – musica: Franco Bracardi)
13. Povero amore – 2:55 (testo: Gianni Boncompagni – musica: Franco Bracardi)
14. A parole – 3:38 (testo: Gianni Belfiore, Gianni Boncompagni – musica: Franco Bracardi)
15. Io non vivo senza te – 3:27 (testo: Gianni Belfiore – musica: Gianni Boncompagni, Paolo Ormi)
16. Black Cat – 3:54 (testo: Gianni Boncompagni, Ann Reid Collin – musica: Gianni Boncompagni, Paolo Ormi, Franco Bracardi)